# Alois Gerlich

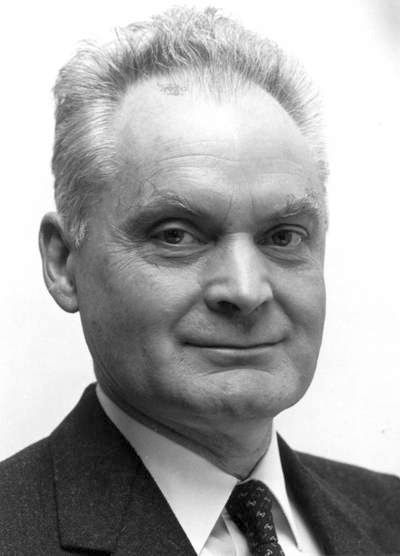
Alois Gerlich, Aufnahme von Axel Stephan aus dem Jahr 1982, Universitätsarchiv Mainz.

Alois Gerlich (* 24. September 1925 in Weisenau bei Mainz; † 11. März 2010) war ein deutscher Historiker.

## Leben und Wirken
Der Sohn eines Lehrers besuchte von Ostern 1932 bis Ostern 1936 die Volksschule in Mainz-Weisenau und anschließend das Realgymnasium in Mainz. Er unterstützte als Jugendlicher den Kunsthistoriker Fritz Victor Arens bei der Rettung von Kunstschätzen. Gerlich studierte ab dem Sommersemester 1944 Germanistik, Geschichte, Philosophie und Historische Theologie an der Universität Heidelberg. Nach Karl-Heinz Spieß blieb Gerlich wegen seines katholischen Glaubens von nationalsozialistischem Gedankengut „völlig unberührt“. Im Gegensatz zu vielen seiner Zeitgenossen wurde Gerlich nicht zum Militärdienst eingezogen. Nach einer kurzen Kriegsdienstverpflichtung von September 1944 bis März 1945 als technischer Zeichner bei der Maschinenfabrik Augsburg-Nürnberg, Werk Mainz konnte er an der Universität Mainz von 1945 bis 1950 das Studium fortsetzen.
Für eine Lebensmittelkarte hatte ihm Anton Philipp Brück Arbeiten in der Bibliothek des Priesterseminars und im Domarchiv verschafft. Dort machte er sich auch mit den Akten des Mainzer Stiftes St. Stephan vertraut. Über dieses Stift wurde er im Juli 1948 im Alter von 22 Jahren bei Heinrich Büttner promoviert. Die Entscheidung für dieses Thema ergab sich für Gerlich auch aus der guten Erreichbarkeit des Domarchivs in der Nachkriegszeit. Im Jahr 1950 legte er das Staatsexamen für das höhere Lehramt in den Fächern Geschichte, Deutsch und Philosophie ab. Anschließend war Gerlich für zwei Jahre Referendar in Bingen, Kirchheimbolanden und Mainz. Er war für kurze Zeit Studienassessor in Oppenheim. Unter Ludwig Petry erhielt Gerlich am 1. August 1953 eine Assistentenstelle. Unter Petrys Leitung erfolgte 1959 in Mainz auch die Habilitation mit einer Arbeit über Habsburg – Luxemburg – Wittelsbach im Kampf um die deutsche Königskrone.
Am 19. Februar 1962 wurde er zum beamteten Privatdozenten und am 6. April 1965 zum außerplanmäßigen Professor ernannt. Zum Wintersemester 1965/66 wurde Gerlich planmäßiger außerordentlicher und 1969 ordentlicher Professor an der Philosophisch-Theologischen Hochschule in Bamberg. Zugleich wirkte er ab 1969 als Honorarprofessor in Mainz. Am 1. April 1973 wurde Gerlich als Nachfolger Petrys ordentlicher Professor in Mainz. Von 1976 bis 1994 war Gerlich als Nachfolger Petrys Vorsitzender des Instituts für Geschichtliche Landeskunde an der Universität Mainz. Seit 1960 gehörte Gerlich der Historischen Kommission für Nassau an. Er war Gründungsmitglied und langjähriger Vorsitzender der Gesellschaft der Freunde der Landesbibliothek Wiesbaden.
Zu Gerlichs Arbeitsschwerpunkten zählten die mittelrheinische und fränkische Landesgeschichte sowie der Zeitraum zwischen dem Ende des 12. bis zur Wende des 14. Jahrhunderts unter den für die Reichsgeschichte zentralen Fragestellungen Königtum und Kurfürstenpolitik. Thematisch erstreckten sich die Arbeiten von der Entstehung des Kurkollegs im 13. Jahrhundert bis zur Gründung der CDU in Rheinhessen. In seiner chronologisch aufgebauten Habilitationsschrift Habsburg-Luxemburg-Wittelsbach im Kampf um die deutsche Königskrone. Studien zur Vorgeschichte des Königtums Ruprechts von der Pfalz schilderte er die Auseinandersetzungen der Wittelsbacher, der Habsburger und der Luxemburger um die Königskrone von 1394 bis 1410. Seine umfangreiche Monographie Geschichtliche Landeskunde des Mittelalters. Genese und Probleme aus dem Jahr 1986 sah er als ersten Versuch „eine Überschau zu bieten über Problemkomplexe und interdisziplinäre Kombinationen, die der Geschichtlichen Landeskunde eigen sind“. Er verfasste den umfangreichen Abschnitt Das Königtum und die Territorialmacht in Franken im Spätmittelalter für das von Max Spindler herausgegebene Handbuch der bayerischen Geschichte. Gerlich verfasste zahlreiche Monografien und Aufsätze zur nassauischen Geschichte. Die 1962 im Auftrag der Historischen Kommission bei der Bayerischen Akademie der Wissenschaften übernommene Aufgabe, die Jahrbücher des Deutschen Reiches unter Kaiser Heinrich VII. von Luxemburg zu verfassen, ist ebenso wie die Bearbeitung der Regesten Heinrichs VII. nicht über bloße Archivsondierungen hinaus gekommen.
In den letzten Lebensjahren stand das Königtum Adolfs von Nassau im Zentrum seines Forschungsinteresses. Von 1994 bis 2002 erschienen von ihm drei große Aufsätze in den Nassauischen Annalen. Durch eine Neubewertung der Quellen des Königtums Adolfs von Nassau gelang es ihm, die bis dahin national geprägte Sichtweise der Geschichtsschreibung des frühen 20. Jahrhunderts durch eine landesgeschichtliche Perspektive zu ersetzen. Gerlich publizierte 64 Artikel für das Lexikon des Mittelalters. Als akademischer Lehrer betreute er dreißig Dissertationen und eine Habilitation. Bedeutende akademische Schüler von Gerlich waren Karl-Heinz Spieß und Sigrid Schmitt. Zum 80. Geburtstag wurden von der Historischen Kommission für Nassau in einem Sammelband 16 grundlegende Beiträge von ihm aus der Zeit von 1953 bis 1994 veröffentlicht. Er starb 2010 im Alter von 84 Jahren und wurde auf dem Friedhof von Mainz-Hechtsheim beigesetzt.
1953 heiratete er. Aus der Ehe ging eine Tochter hervor.

## Schriften (Auswahl)
Schriftenverzeichnisse
- Elmar Rettinger: Verzeichnis der Schriften sowie der von Alois Gerlich betreuten Dissertationen und Habilitationen. In: Winfried Dotzauer (Hrsg.): Landesgeschichte und Reichsgeschichte. Festschrift für Alois Gerlich zum 70. Geburtstag. Steiner, Stuttgart 1995, ISBN 3-515-06540-7, S. 445–452.
- Christiane Heinemann (Hrsg.): Territorium, Reich und Kirche. Ausgewählte Beiträge zur mittelrheinischen Landesgeschichte. Festgabe zum 80. Geburtstag (= Veröffentlichungen der Historischen Kommission für Nassau. Bd. 74). Historische Kommission für Nassau, Wiesbaden 2005, ISBN 978-3-930221-15-8, S. 641–646.

Monographien
- Könige, Fürsten, Adel und Städte am Mittelrhein und in Franken zwischen Thronstreit und Mainzer Reichslandfrieden 1198–1235 (= Quellen und Forschungen zur hessischen Geschichte. Bd. 127). Selbstverlag der Hessischen Historischen Kommission, Darmstadt 2001, ISBN 3-88443-079-3.
- Geschichtliche Landeskunde des Mittelalters. Genese und Probleme. Wissenschaftliche Buchgesellschaft, Darmstadt 1986, ISBN 3-534-06743-6.
- Habsburg-Luxemburg-Wittelsbach im Kampf um die deutsche Königskrone. Studien zur Vorgeschichte des Königtums Ruprechts von der Pfalz. Steiner, Wiesbaden 1960 (Zugleich: Mainz, Universität, Habilitations-Schrift, 1960).
- Das Stift Sankt Stephan zu Mainz. Beiträge zur Verfassungs-, Wirtschafts- und Territorialgeschichte des Erzbistums Mainz (= Jahrbuch für das Bistum Mainz. Bd. 4). Matthias-Grünewald-Verlag, Mainz 1954 (Zugleich: Mainz, Universität, Dissertation, 1948).

Aufsatzsammlung
- Christiane Heinemann (Hrsg.): Territorium, Reich und Kirche. Ausgewählte Beiträge zur mittelrheinischen Landesgeschichte. Festgabe zum 80. Geburtstag (= Veröffentlichungen der Historischen Kommission für Nassau. Bd. 74). Historische Kommission für Nassau, Wiesbaden 2005, ISBN 978-3-930221-15-8.